# Valerian Kujbyšev
Valerian Vladimirovič Kujbyšev (rusky Валериан Владимирович Куйбышев, 25. květnajul./ 6. června 1888greg., Omsk – 25. ledna 1935, Moskva) byl bolševický revolucionář a prominentní sovětský politik.

## Životopis

### Mládí
Valerian Kujbyšev se narodil v rodině židovského[zdroj?] armádního důstojníka. Studoval v Omsku vojenské učiliště.

### Revolucionář
V roce 1904 vstoupil do Ruské sociálně demokratické dělnické strany a přistoupil k její bolševické frakci. V roce 1905 docházel Kujbyšev do Petrohradské vojenské akademie, z níž byl o rok později vyloučen. Poté se Kujbyšev pohyboval v Omsku, Petrohradu, Vologdě, Charkově a Samaře. Časem byl poslán na Sibiř, kde se spřátelil s Jakovem Sverdlovem.

### Politik
V roce 1917 odjel Kujbyšev do Samary, kde se stal předsedou místního sovětu. Za říjnové revoluce se podílel na ustanovení bolševické moci v Samaře a stal se předsedou Samarského revolučního výboru. Za občanské války byl Kujbyšev členem Východního frontu, bojoval proti vojsku admirála Kolčaka, řídil domobranu v Astrachani a vojsko ve střední Asii. Roku 1927 se Kujbyšev stal členem politbyra. V letech 1928–1930 byl předsedou nejvyšší Rady národního hospodářství, v roce 1930 se stal vedoucím Gosplanu.
Kujbyšev se stal organizátorem první pětiletky, kolektivizace a industrializace.

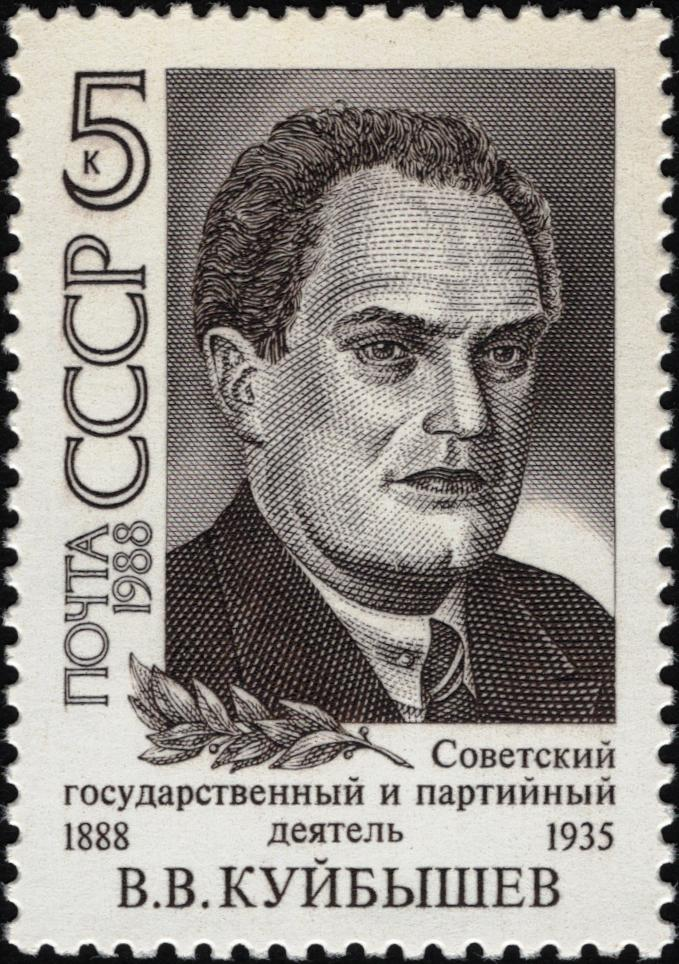
Kujbyševova poštovní známka z roku 1988

Valerian Kujbyšev zemřel 25. ledna 1935 na infarkt při vyšetřování Kirovovy vraždy. Dva roky po jeho smrti byli jeho manželka Jevgenija a bratr Nikolaj zastřeleni. Spekuluje se, jestli i on nebyl zavražděn.
Kujbyševovo jméno dodnes nosí město Kujbyšev v Novosibirské oblasti. V letech 1935–1991 jej nosila i Samara.